# John Ireland (político)
John Ireland (21 de janeiro de 1827 — 15 de março de 1896) foi 18º governador do Texas, de 16 de janeiro de 1883 a 1887. Durante seu governo, foi inaugurada a Universidade do Texas.